# Alternative Bank Schweiz
Die Alternative Bank Schweiz AG (ABS) mit Sitz in Olten ist ein Schweizer Kreditinstitut, das als Ziel nicht die Gewinnmaximierung, sondern die Förderung von ökologischen und sozialen Projekten hat. Die ABS bewilligt darum nur Kredite, die ihren ethischen Richtlinien genügen. In acht Förderbereichen (u. a. erneuerbare Energien, biologische Landwirtschaft) sowie für ökologisches Bauen und Renovieren gewährt sie zudem vergünstigte Kredite. Ein Markenzeichen der ABS ist ihre Transparenz: Sie veröffentlicht die Namen der Kreditnehmenden und die Zweckbestimmung der Kredite.

## Tätigkeitsgebiet
Die Alternative Bank Schweiz AG ist in den Bereichen Sparen, Anlegen und Finanzieren tätig. Ihrer Kundschaft bietet sie eine vielfältige Produkte-Palette für den Alltag. Nebst ihrer Tätigkeit als Bank verfolgt sie einen gesellschaftspolitischen Auftrag: Im Rahmen ihrer Öffentlichkeitsarbeit will sie die Bevölkerung für einen nachhaltigen Umgang mit Geld sensibilisieren.
Intern betreibt die ABS eine demokratische Personalpolitik, Mitsprache und Chancengleichheit für Mann und Frau haben einen hohen Stellenwert.
2005 erhielt sie den Prix Egalité für ihren Einsatz zugunsten der Chancengleichheit. Sie kennt u. a. auch eine Quotenregelung für den Verwaltungsrat, wonach dort kein Geschlecht mehr als 60 Prozent der Sitze einnehmen darf.

## Zahlen und Fakten
Per Ende 2021 zählte die ABS 43'230 Kunden. Die Bilanzsumme lag bei 2,243 Milliarden Schweizer Franken. Getragen wird die Bank von mehr als 8'000 Aktionärinnen und Aktionären.

## Geschichte
Die Alternative Bank Schweiz AG wurde am 29. Oktober 1990 in Olten gegründet. Sie ist aus Kreisen ökologischer, selbst verwalteter und entwicklungspolitischer Organisationen und Bewegungen entstanden. Sie verdankt ihre Gründung unter anderem der Vorarbeit der Erklärung von Bern (EvB).
1997 eröffnete die ABS eine Vertretung für die französischsprachige Schweiz in Lausanne, 2005 folgte ein Informationsbüro für die italienischsprachige Schweiz in Bellinzona, das mittlerweile wieder geschlossen wurde. 2010 wurde in Zürich, wo seit 2007 bereits eine Kontaktstelle bestand, ein Beratungszentrum eröffnet.
Nach dem Entscheid der Schweizerischen Nationalbank, Negativzinsen auf Girokonten von Geschäftsbanken zu verlangen, führte die ABS im Oktober 2015 als erste Bank Negativzinsen im Privatkundengeschäft ein.
Die Bank ist Mitglied der Global Alliance for Banking on Values.